# كولن رايلي
كولن رايلي (بالإنجليزية: Colin Reilly)‏ هو لاعب كرة قدم بريطاني في مركز الوسط، ولد في 4 سبتمبر 1982 في بلزهيل ‏ في المملكة المتحدة. لعب مع دندي يونايتد ونادي غرينوك مورتون.

## وصلات خارجية
- كولن رايلي على موقع Soccerbase.com (لاعب) (الإنجليزية)